# Peter Jánosi
Peter Jánosi (né en 1960 à Vienne) est un égyptologue autrichien.
De 1981 à 1988, Jánosi étudie l'histoire, l'égyptologie et l'archéologie à l'université de Vienne. En 1988, Jánosi obtient son doctorat en philosophie. La même année, il est embauché à l'université de Vienne dans le domaine de l'égyptologie, où il obtient son habilitation en 2001. Jánosi travaille en tant qu'archéologue en Égypte depuis 1983, il collabore notamment aux fouilles de Tell el-Dab'a. Jánosi s'occupe en particulier de l'archéologie, de l'histoire et de l'histoire de la construction de l'Égypte antique, l'accent étant mis sur la période dite des pyramides.

## Publications
- Les pyramides des reines (= Untersuchungen der Zweigstelle Kairo des Österreichischen Archäologischen Institutes. Vol. 13 ; Denkschriften der Gesamtakademie. Bd. 13), Éditions de l'Académie autrichienne des sciences, Vienne, 1996,  (ISBN 3-7001-2207-1).
- L'Autriche avant les pyramides. Les fouilles de Hermann Junker pour le compte de l'Académie autrichienne des sciences à Vienne près de la grande pyramide de Gizeh (= Sitzungsberichte der Österreichischen Akademie der Wissenschaften, Philosophisch-Historische Klasse. Vol. 648 ; Veröffentlichungen der Ägyptischen Kommission der Österreichischen Akademie der Wissenschaften. No. 3), éditions de l'Académie autrichienne des sciences, Vienne, 1997,  (ISBN 3-7001-2664-6).
- Giza sous la 4e dynastie. Volume 1 : Les mastabas des cimetières centraux et les tombes rupestres (= Untersuchungen der Zweigstelle Kairo des Österreichischen Archäologischen Institutes. Vol. 24 ; Denkschriften der Gesamtakademie. Vol. 30), Éditions de l'Académie autrichienne des sciences, Vienne, 2004,  (ISBN 3-7001-3244-1).
- Les pyramides. Mythe et archéologie (= Beck'sche Reihe. Vol. 2331, C. H. Beck Wissen), Beck, Munich, 2004,  (ISBN 3-406-50831-6) (également en italien : Le piramidi. Mulino, Bologne, 2006,  (ISBN 88-15-10962-5)).
- Die Gräberwelt der Pyramidenzeit (= Zaberns Bildbände zur Archäologie Sonderband : Antike Welt.), von Zabern, Mayence, 2006,  (ISBN 3-8053-3622-5).